# Baba Adamu
Baba Adamu (Kumasi, 20 ottobre 1979) è un ex calciatore ghanese, di ruolo attaccante.

## Carriera

### Club
Ha giocato nel campionato ghanese, emiratino, saudita, russo, bielorusso e turco.

### Nazionale
Con la maglia della Nazionale ha esordito nel 1999, venendo convocato per la Coppa d'Africa 2006.